# Olesicampe buccata
Olesicampe buccata là một loài tò vò trong họ Ichneumonidae.